# Julia Zemiro
Julia Zemiro (Aix-en-Provence, 14 aprile 1967) è una conduttrice televisiva, conduttrice radiofonica e attrice australiana, nata in Francia.

## Biografia
Sua madre Jane Zeniro è stata insegnante all'Università di Sydney, mentre suo padre era un cuoco francese. All'età di due anni con la famiglia si è trasferita dalla natale Francia in Australia. Ha studiato a Sydney, laureandosi in arte nel 1993 e poi trovando lavora in una compagnia teatrale a Melbourne. Ha recitato in alcuni cortometraggi e serie televisive. Nella stagione 1998-1999 interpreta ruoli secondari in Totally Full Frontal.
Dal 2005 è conduttrice del programma televisivo RocKwiz in onda sulla SBS. Appare nel periodo 2006-2007 in diversi rotocalchi televisivi e numerosi spot pubblicitari. Nel 2006 appare nel film La tela di Carlotta.
Insieme a Sam Peng ha commentato le edizioni dell'Eurovision Song Contest ininterrottamente dal 2009 fino al 2016. Recita in alcuni episodi di Lowdown.
Nel 2012 recita in Conspiracy 365, una serie televisiva australiana. Inoltre partecipa al programma Quite Interesting. Dal settembre 2013 conduce Julia Zemiro's Home Delivery, in cui intervista diversi personaggi.